# Gonocephalus liogaster
Gonocephalus liogaster — вид ящірок родини агамових (Agamidae).

## Поширення
Вид поширений на Малайському півострові, на островах Суматра, Калімантан і Натуна.